# Freddie Fenton
Frederick Fenton (sinh tháng 2 năm 1879) là một cầu thủ bóng đá người Anh thi đấu cho Gainsborough Trinity, West Ham United, và Swindon Town.